# Elecciones al Congreso de los Diputados de abril de 2019 (Toledo)
Las elecciones al Congreso de los Diputados de 2019 se celebraron en la provincia de Toledo el domingo 28 de abril, como parte de las elecciones generales convocadas por Real Decreto dispuesto el 4 de marzo de 2019 y publicado en el Boletín Oficial del Estado el día siguiente. Se eligieron los 6 diputados del Congreso correspondientes a la circunscripción electoral de Toledo, mediante un sistema proporcional (método d'Hondt) con listas cerradas y un umbral electoral del 10%.

## Resultados
Los comicios depararon 2 escaños al Partido Socialista Obrero Español y al Partido Popular y 1 a Ciudadanos y a Vox
| Candidatura                                                                | Candidatura                                                                | Votos   | %                                       | Escaños                                 |
| -------------------------------------------------------------------------- | -------------------------------------------------------------------------- | ------- | --------------------------------------- | --------------------------------------- |
|                                                                            | Partido Socialista Obrero Español (PSOE)                                   | 123 267 | 31,13                                   | 2                                       |
|                                                                            | Partido Popular (PP)                                                       | 87 001  | 21,97                                   | 2                                       |
|                                                                            | Ciudadanos-Partido de la Ciudadanía (Cs)                                   | 69 504  | 17,55                                   | 1                                       |
|                                                                            | Vox (Vox)                                                                  | 66 807  | 16,87                                   | 1                                       |
| Unidas Podemos (Podemos-IU-Equo)                                           | Unidas Podemos (Podemos-IU-Equo)                                           | 41 772  | 10,55                                   | 0                                       |
| Partido Animalista Contra el Maltrato Animal (PACMA)                       | Partido Animalista Contra el Maltrato Animal (PACMA)                       | 3906    | 0,99                                    | 0                                       |
| Recortes Cero-Grupo Verde-Partido Castellano-Tierra Comunera (R0-GV-PC-TC) | Recortes Cero-Grupo Verde-Partido Castellano-Tierra Comunera (R0-GV-PC-TC) | 697     | 0,18                                    | 0                                       |
| Por un Mundo más Justo (PUM+J)                                             | Por un Mundo más Justo (PUM+J)                                             | 551     | 0,14                                    | 0                                       |
| Votos válidos                                                              | Votos válidos                                                              | 393 508 | 100,00                                  | 6                                       |
| Votos nulos                                                                | Votos nulos                                                                | 5964    | Participación: · \| \| 78,36 % \| 5,39% | Participación: · \| \| 78,36 % \| 5,39% |
| Votantes                                                                   | Votantes                                                                   | 401 946 | Participación: · \| \| 78,36 % \| 5,39% | Participación: · \| \| 78,36 % \| 5,39% |
| Electores                                                                  | Electores                                                                  | 512 920 | Participación: · \| \| 78,36 % \| 5,39% | Participación: · \| \| 78,36 % \| 5,39% |
|                                                                            | 78,36 %                                                                    |         |                                         |                                         |

## Diputados electos
Relación de diputados electos:
| N.º | Nombre                    | Lista | Lista |
| --- | ------------------------- | ----- | ----- |
| 1   | Sergio Gutiérrez Prieto   |       | PSOE  |
| 2   | Vicente Tirado Ochoa      |       | PP    |
| 3   | Juan Carlos Girauta Vidal |       | Cs    |
| 4   | Manuel Mariscal Zabala    |       | Vox   |
| 5   | Esther Padilla Ruiz       |       | PSOE  |
| 6   | Carmen Riolobos Regadera  |       | PP    |